# Meltdown Festival
Il Meltdown è un festival musicale che si tiene annualmente, all'incirca nel mese di giugno, alla Royal Festival Hall, parte del Southbank Centre di Londra. Sin dal suo inizio, nel 1993, il festival è stato curato ogni anno da una persona diversa, di solito un musicista o compositore famoso. L'unica eccezione a questa regola si è avuta con il disc jockey John Peel, che ha curato l'edizione del 1998.
Tra i musicisti italiani, le uniche cantautrici ad aver partecipato sono Cristina Donà, invitata nel 2001 da Robert Wyatt, e Carmen Consoli, invitata nel 2015 da David Byrne.

## Curatori
- 1993 – George Benjamin
- 1994 – Louis Andriessen
- 1995 – Elvis Costello
- 1996 – Magnus Lindberg
- 1997 – Laurie Anderson
- 1998 – John Peel
- 1999 – Nick Cave
- 2000 – Scott Walker
- 2001 – Robert Wyatt
- 2002 – David Bowie
- 2003 – Lee "Scratch" Perry
- 2004 – Morrissey
- 2005 – Patti Smith
- 2006 - Non realizzato per i lavori di ristrutturazione.
- 2007 - Jarvis Cocker
- 2008 - Massive Attack
- 2009 - Ornette Coleman
- 2010 - Richard Thompson
- 2011 - Ray Davies
- 2012 - Antony Hegarty
- 2013 - Yōko Ono
- 2014 - James Lavelle
- 2015 - David Byrne
- 2016 - Guy Garvey
- 2017 - M.I.A.
- 2018 - Robert Smith